# Teamdynamik
Teamdynamik ist ein spezielles Gebiet der Gruppendynamik, das relevant wird, wenn die betreffende Gruppe als Team zusammenarbeitet und auf Leistung, Kreativität sowie Produktivität angelegt ist. Ein Team hat sich auf gemeinsame Ziele und Aufgaben festgelegt, seine soziale und funktionale Struktur ist darauf ausgerichtet und unterliegt einer ständigen Dynamik (griech. dynamiké = mächtig; dynamis = Kraft).

## Begriffsbestimmung
Der Begriff Dynamik steht hier für eine Kraft, die auf Bewegung, Veränderung oder Entwicklung gerichtet ist. Im psychosozialen Kontext ist dies eine spezielle systemische Kraft, die in einem sozialen System sowohl im Positiven wie im Negativen wirkt. Sie ist eine Energie, die den Menschen in Bezug zu seinen Mitmenschen bewegt.
Mit den sozio-dynamischen Vorgängen in Teams hat sich von 1994 bis 2008 in wissenschaftlichen Projekten an der Hochschule Fulda der Betriebswirt und Pädagoge Armin Poggendorf befasst. Er hat aufgezeigt, dass die klassische Gruppendynamik die Prozesse in produktiven sozialen Systemen (Teams, Kollegien, Abteilungen, Betrieben) nicht voll erfasst. Es bedürfe einer spezifischen system-dynamischen Variante, die er erforschte und als Methodik begründete: Angewandte Teamdynamik.
Der Begriff Teamdynamik hat nach Poggendorf drei verschiedene Aspekte:
- Teamdynamik ist eine Realität für den, der in einem Team arbeitet oder mit anderen kooperiert
- eine Wissenschaft für den, der sich damit beschäftigt, die prinzipiellen sozialen und funktionalen Zusammenhänge zwischen den Teammitgliedern zu erfassen, zu verstehen und zu beschreiben
- eine Methodik für den, der ein Team leitet, aufstellt, trainiert, moderiert oder supervidiert.

Je nachdem, ob jemand zum Beispiel Teammitglied, Teamforscher oder Teamtrainer ist, handelt es sich um erlebte, erforschte oder angewandte Teamdynamik.

## Angewandte Teamdynamik
Diese Methode geht auf den Bedarf an effektvollen Interaktions- und Vermittlungsformen ein und versteht sich als Beitrag auf sozio-kultureller Ebene. Sie ist systemisch, proxemisch, salutogenetisch und ganzheitlich ausgerichtet.
Die Herangehensweise besteht darin, soziale Beziehungen physisch, das heißt räumlich und körperlich, abzubilden. Als Abbild eines intakten Teams gilt der Kreis. Dieser ist die einzige Form, bei der die zugehörigen Menschen einander auch tatsächlich alle zugewandt sind. Dabei kann die Kreismitte als Fokus der Aufmerksamkeit genutzt werden („Training im team-dynamischen Kreis“). Diese Form intensiviert die sozio-dynamischen Prozesse, macht sie zugleich plastisch und schafft den Raum z. B. für Feedback, Statements, Selbstdarstellungen, Teamaufstellungen und spontane Rollenspiele. In einem Kohärenzfeld, das im Kreis entsteht, entwickeln sich die emotionale Intelligenz und soziale Kompetenz der Teilnehmer als Basis für effiziente Kooperation und Teamarbeit.

### Zielsetzung
Die Zielsetzung der Angewandten Teamdynamik wird pragmatisch formuliert: eine Methode zur Bildung und Fortbildung des Teams wie auch zur Ausbildung und Entwicklung des Einzelnen im Team. Team-dynamische Trainings und Workshops sind grundsätzlich auf die Entwicklung von sozialen und emotionalen Kompetenzen, wie Teamfähigkeit, Selbstbewusstsein, Selbstdarstellung, Empathie, ausgerichtet. Es geht nicht nur darum, Einzelne zu qualifizieren und miteinander in Beziehung zu bringen, sondern zugleich darum, den Einzelnen mit dem gesamten System in Beziehung zu bringen und sein Engagement für die Gesamtaufgabe zu gewinnen.

### Setting
Charakteristisches Merkmal ist der team-dynamische Kreis: 10 bis 15 Teilnehmer sitzen mit ein oder zwei Trainern auf Stühlen und schauen in die Mitte, wo sich bewegte und bewegende Szenen abspielen. Der Einzelne stellt sich für seinen Beitrag in die Mitte, teilt sich von dort aus mit, bringt sein Anliegen ein, gibt sein Statement ab, nimmt sein Feedback entgegen. Jeder hinterlässt mit seinem persönlichen Ausdruck bei allen, die im Kreis sitzen, einen persönlichen Eindruck. Die spontane Reaktion aus dem Kreis kann vielfältig ausfallen, sie kann Bestätigung oder auch Kritik enthalten, je nachdem, wie der Beitrag in der aktuellen Situation aufgenommen wird. Die Kreisfläche ist auch der Ort für Rollenspiele, individuelle Begegnungen, persönliche Zusprüche etc., soweit sie in der Teilöffentlichkeit des (Trainings-)Teams stattfinden sollen.

### Systemische Herangehensweise
Der Teamdynamiker moderiert nach systemischen Gesichtspunkten. Ein System besteht aus Elementen und den Beziehungen zwischen den Elementen. Darum hat der Teamdynamiker zwei Ebenen gleichzeitig im Blick: das Trainingsteam als Ganzes (System) und das einzelne Teammitglied (Element) mit seinen Beziehungen. Der systemische Blick reicht also vom Ganzen ins Detail, vom Wohl des Teams zum Wohl jedes Einzelnen – aus der Einsicht heraus, dass das eine ohne das andere nicht nachhaltig zu haben ist.
Das team-dynamische Training zielt auf die Qualifikation des sozialen Systems, das aus den Einzelnen Mitgliedern besteht – und damit gleichzeitig auf die Qualifikation des Einzelnen. Nur wenn sich der Einzelne weiter qualifiziert, kann sich das System qualifizieren. Und umgekehrt: Nur wenn sich das System weiterentwickelt, kann sich langfristig der Einzelne im System entwickeln. Man spricht hier auch von der lernenden Organisation.
Team-dynamisches Training lenkt den Blick auf zwei Ebenen, die systemisch zusammenwirken:
- Um ein effizientes Team aufzubauen, muss man auf den Einzelnen schauen, ihn einbinden und qualifizieren.
- Um den Einzelnen effizient zu fördern, braucht man ein qualifiziertes, funktionierendes Team.[7]

### Proxemische Herangehensweise
Die Teamdynamik nutzt die proxemischen Gesetze der Raumbedeutung und des Raumverhaltens mit ihren vier Dimensionen: Distanz, Augenhöhe, Ausrichtung und Berührung. Das proxemische Prinzip besteht darin, dass sich soziale und emotionale Beziehungen physisch, das heißt räumlich und körperlich, abbilden. Die proxemische Sprache ist die „Raumsprache“, in der sich jeder meist unbewusst verständigt, in den Trainings aber bewusst auszudrücken lernt.
Mithilfe der Proxemik gelingt es, die sozio-emotionalen Beziehungen mit räumlich-körperlichen Konstellationen plastisch darzustellen, zu klären, zu ordnen und anzuregen. Der Teamdynamiker kann die proxemischen Konstellationen herstellen, indem er sie vorschlägt, so dass die Teilnehmer sie erleben und ihre Wirkung wahrnehmen. So können auch spezielle Kommunikationsformen eingesetzt werden, wie die Alleinstellung in der Kreismitte, anberaumte Seitengespräche, Reihengespräche, inszenierte Hinterm-Rücken-Gespräche, Skalierung von persönlichen Merkmalen (z. B. Dienstalter, Kompetenz) und Zusprüche in der Kaskade.

### Methodologische Einordnung
Die Angewandte Teamdynamik ist methodologisch nicht eindeutig zuzuordnen, sie ist nicht aus der herkömmlichen Gruppendynamik abgeleitet, steht eher in der Tradition der humanistischen Psychologie. Sie ist kein Ansatz aus der Psychologie oder Pädagogik, obwohl es im Kern um Themen geht, denen sich die Psychologie und die Pädagogik ebenfalls widmen. Der team-dynamische Ansatz wird im Rahmen der Weiterbildungsdidaktik als eigenständige Methodik betrachtet.